# Fort Coenraadsburg
Fort Coenraadsburg lub Conraadsburg, znany również pod portugalską nazwą Fort São Tiago da Mina i jako Fort St. Jago – fortyfikacja zbudowana w 1652 roku w Elminie do obrony Holenderskiego Złotego Wybrzeża i ochrony pobliskiego Fortu Elmina przed atakiem. Fort powstał na miejscu wcześniejszego portugalskiego kościoła warownego, spalonego przez Holendrów w bitwie pod Elminą w 1637 roku. W 1872 roku Holendrzy sprzedali fort Wielkiej Brytanii wraz z całym Złotym Wybrzeżem.
W 1979 roku, wraz z innymi fortami regionu został wpisany na listę światowego dziedzictwa UNESCO.

## Historia
Pierwociny fortu stanowiła portugalska faktoria handlowa, założona w 1555 roku na miejscu współczesnej Elminy. W ciągu kolejnych dziesięcioleci stała się ona ważnym centrum handlu niewolnikami. Na jej obrzeżach, na wzgórzu, w latach 1555–1558 powstał kościół warowny. W 1637 roku Holendrzy zdobyli wzgórze, z którego rozpoczęli bombardowanie pozostałych fortyfikacji w okolicy, które wkrótce poddały się. Zdobywszy całą kolonię, by uniemożliwić ponowne wykorzystanie wzgórza przeciwko pobliskim umocnieniom, nowi właściciele Złotego Wybrzeża wzmocnili wzgórze szańcami ziemnymi. Wzgórze, znacznie wyższe od pobliskiego zamku w Elminie, położone było od niego na odległość strzału z muszkietu, wobec czego oba ufortyfikowane punkty mogły wspierać się nawzajem ogniem dział i broni ręcznej. Położona wysoko pozycja umożliwiała także obserwację podejść morskich na niemal 30 mil morskich.
W kolejnych latach spalony kościół częściowo odbudowano jako wieżę strażniczą mieszczącą koszary dla niewielkiego garnizonu. Ostatecznie między 1652 a 1662 rokiem wokół wieży wybudowano niewielki fort. Składa się on z niewielkiej wieży w stylu manuelińskim, otoczonej murem obronnym z czterema bateriami umieszczonymi w narożnych bastionach. Jedyne wejście do fortu wzmacniał most zwodzony. Załogę stanowiło 25 żołnierzy zmienianych co 24 godziny. By uniemożliwić rozpoznanie kluczowej pozycji przez wrogich szpiegów, dostęp do fortu dla osób postronnych był zabroniony.
W latach 1680–1681 lokalne plemiona walczące z holenderskimi handlarzami niewolników odcięły oba forty Elminy od reszty kraju, nie udało im się jednak zdobyć miasta ani fortyfikacji.
W lutym 1781 roku, podczas IV wojny angielsko-holenderskiej, Brytyjczycy podjęli nieudaną próbę przejęcia Złotego Wybrzeża. HMS „Leander” w asyście sześciu transportowców wysadził desant z zadaniem opanowania Conraadsburga, podczas gdy artyleria okrętowa bombardowała Elminę. Żołnierze desantu nie zdołali jednak opanować fortu, m.in. ze względu na fakt, że przygotowane przez nich zawczasu drabiny okazały się zbyt krótkie jak na wysokość murów fortu. Po dwóch dniach ciężkich walk niedobitki dwóch brytyjskich regimentów powróciły na okręty i odpłynęły.
W przeciwieństwie do innych twierdz na Złotym Wybrzeżu, Conraadsburg nie odgrywał żadnej roli w handlu niewolnikami. Wykorzystywany był jedynie do funkcji militarnych oraz jako więzienie dla zesłańców z Europy. Fort nigdy nie został zdobyty, w 1872 roku Holendrzy sprzedali go wraz z całą kolonią Brytyjczykom.
Utraciwszy znaczenie militarne, fort stał się letnią rezydencją lokalnych notabli, otoczono go rozległym ogrodem. Po odzyskaniu przez Ghanę niepodległości stał się jedną z siedzib Izby Muzeów i Zabytków. Został odrestaurowany w latach 1956–1960. W 1972 roku w spisie zabytków figuruje jako ośrodek wypoczynkowy.

## Galeria

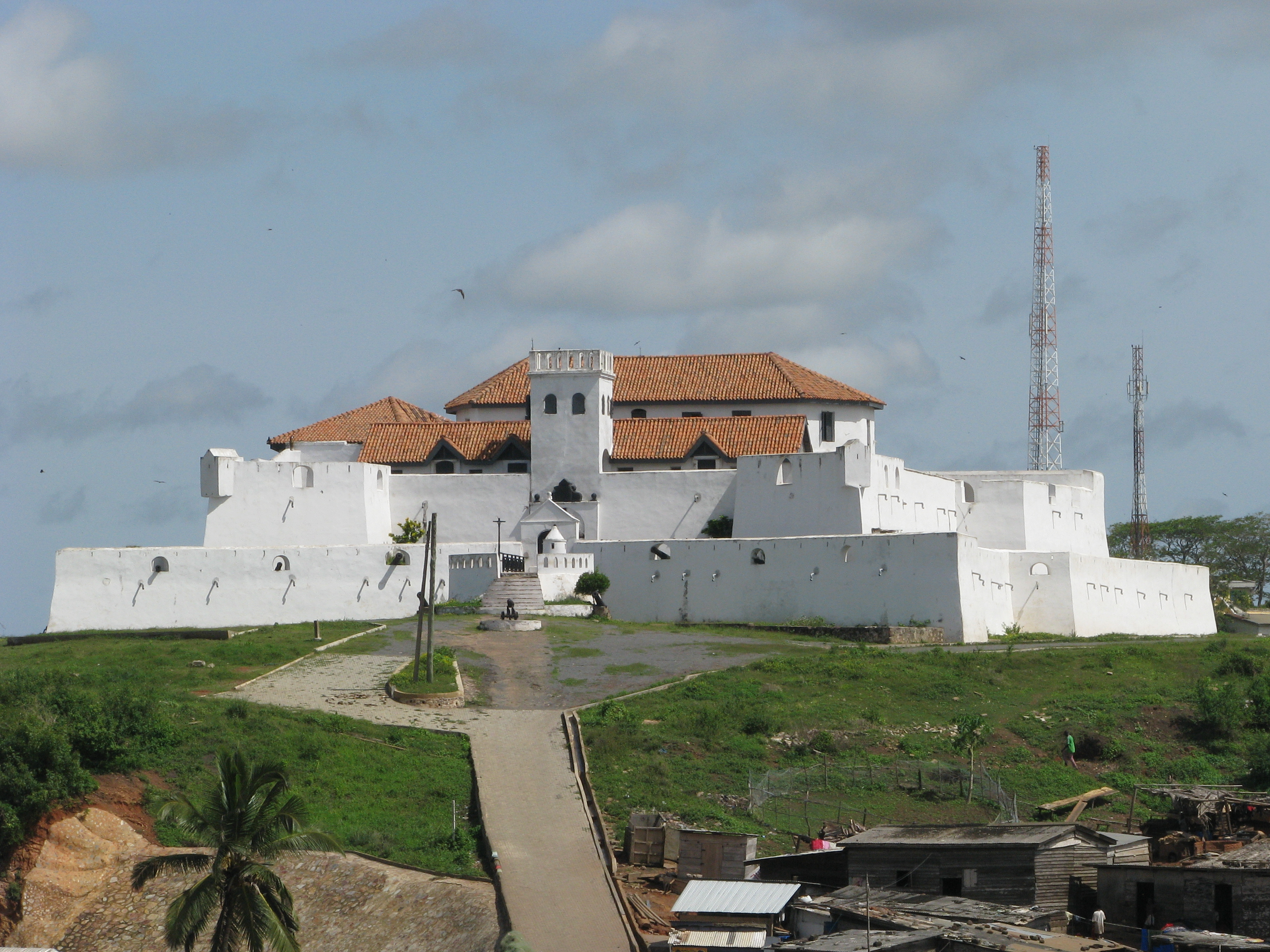
Widok ogólny fortu
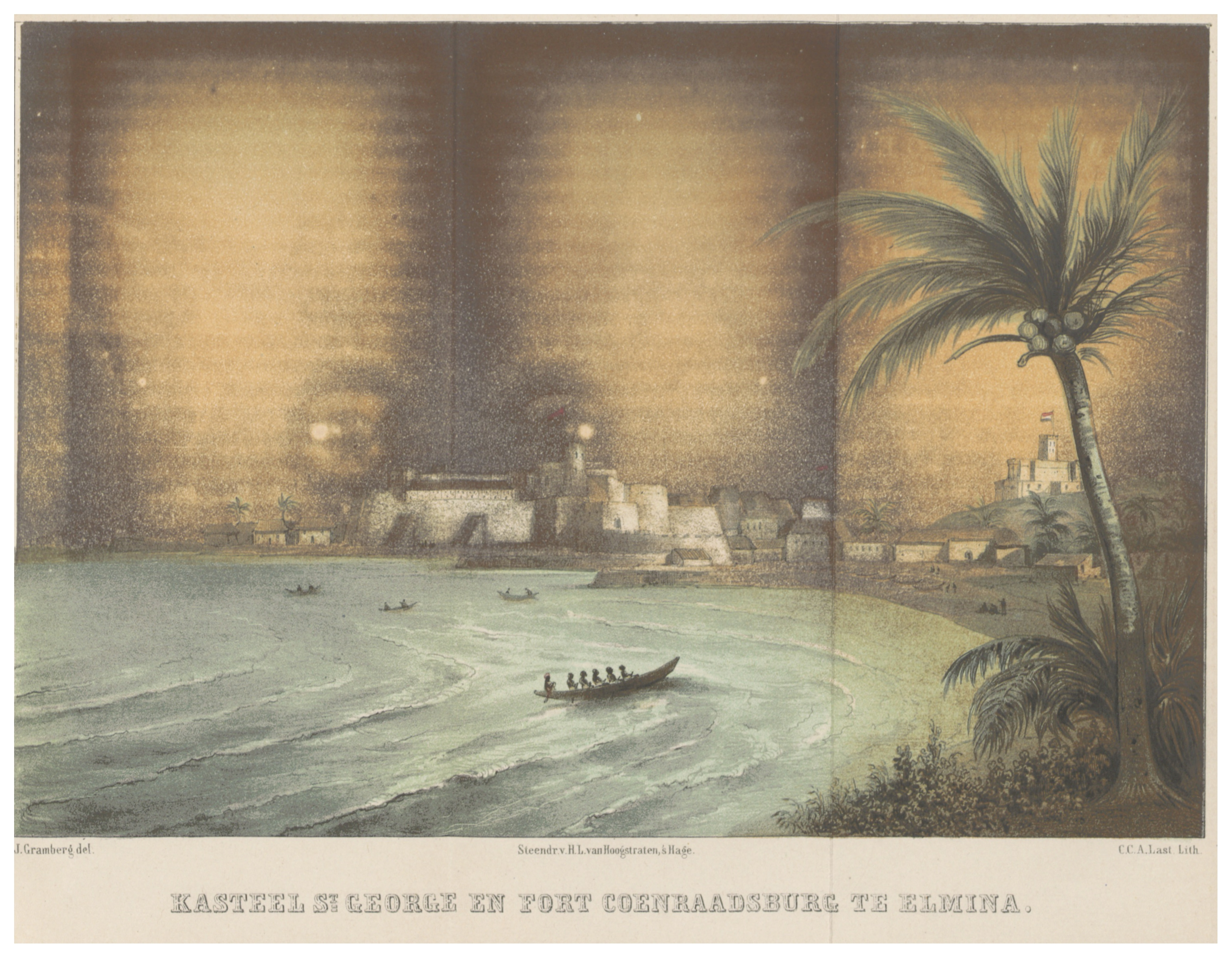
Fort Coenraadsburg na rycinie z 1861 roku (wizja artystyczna)
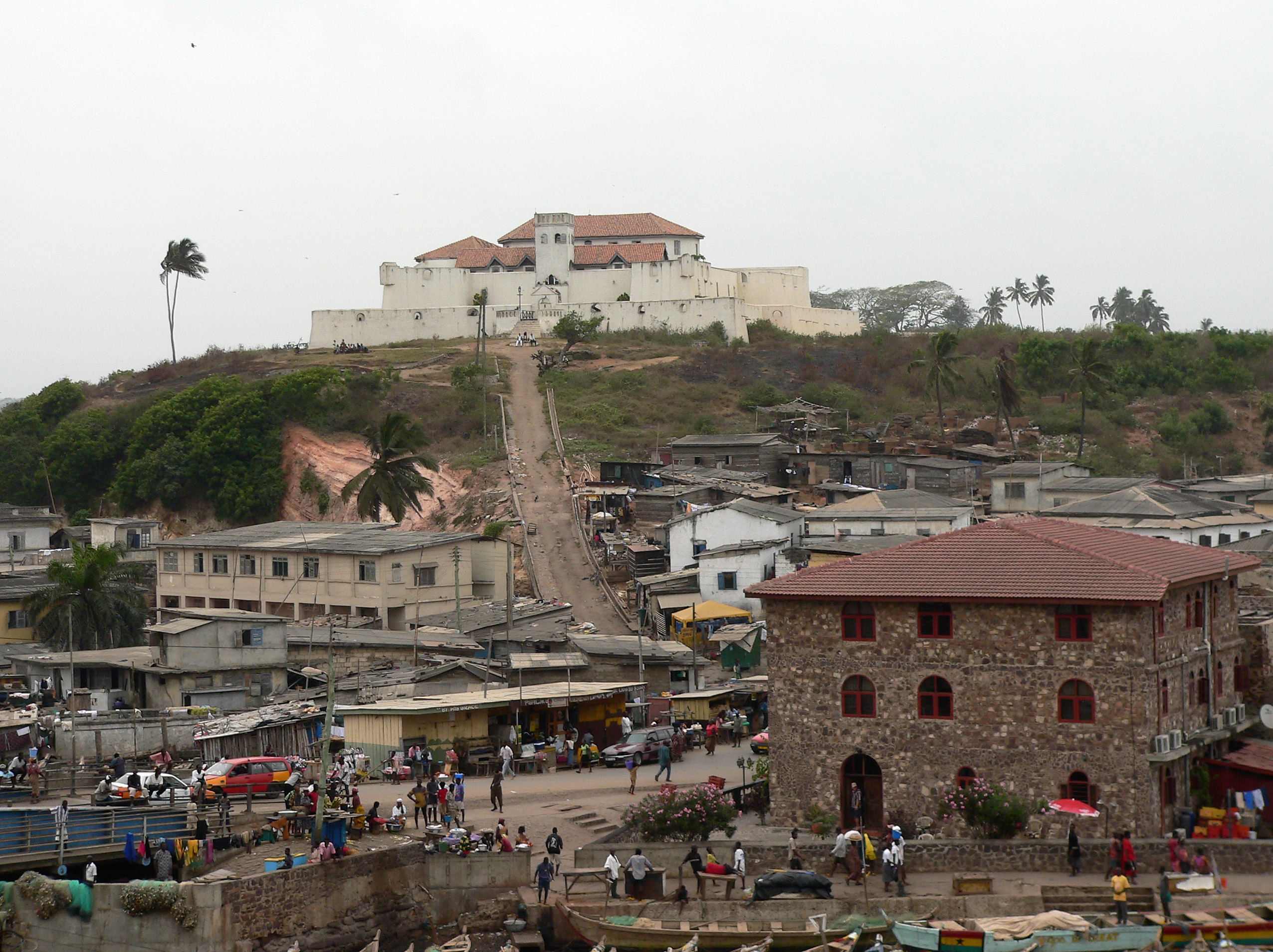
Widok Coenraadsburga z Elminy
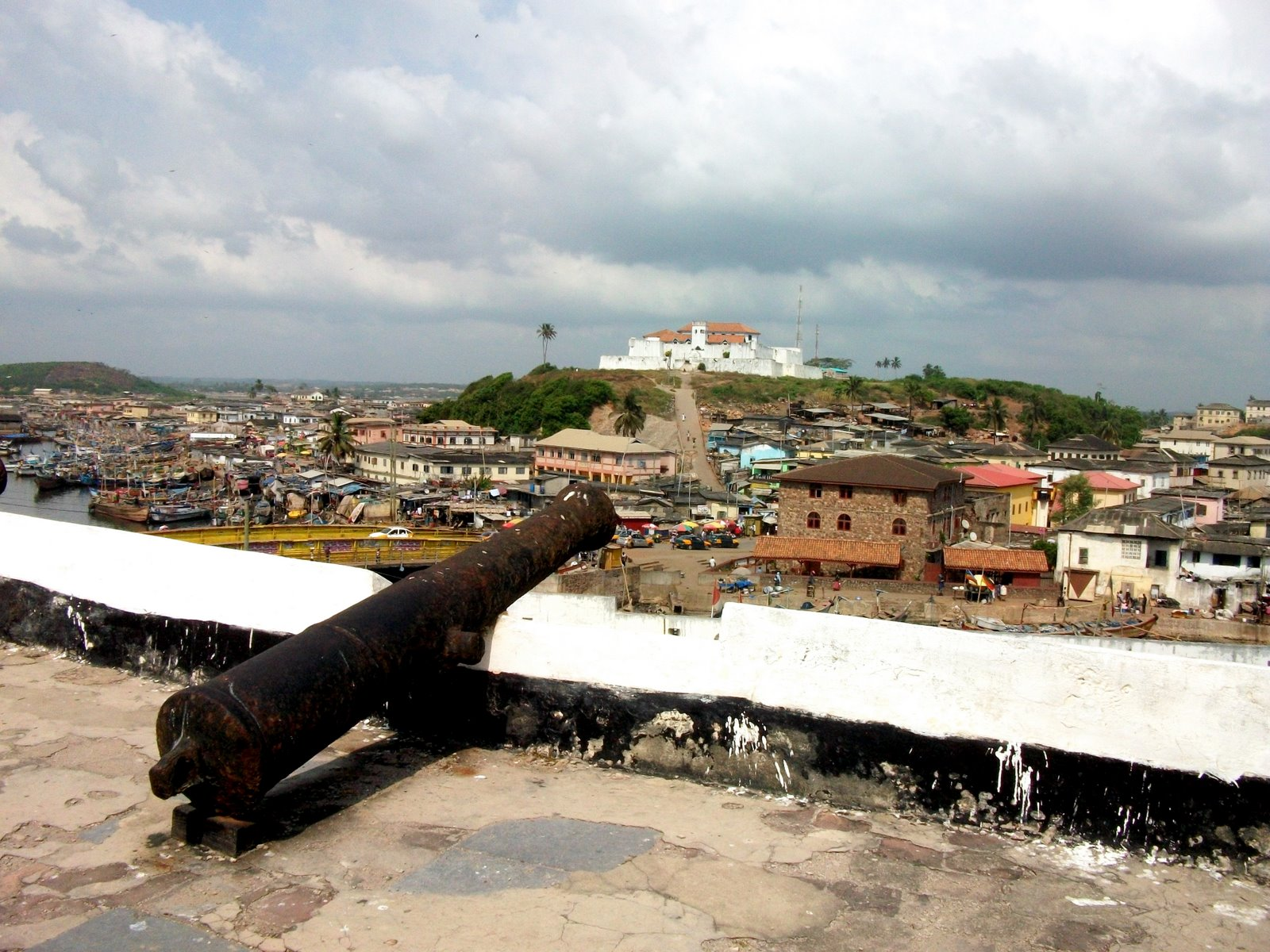
Fort widziany z szańców zamku w Elminie
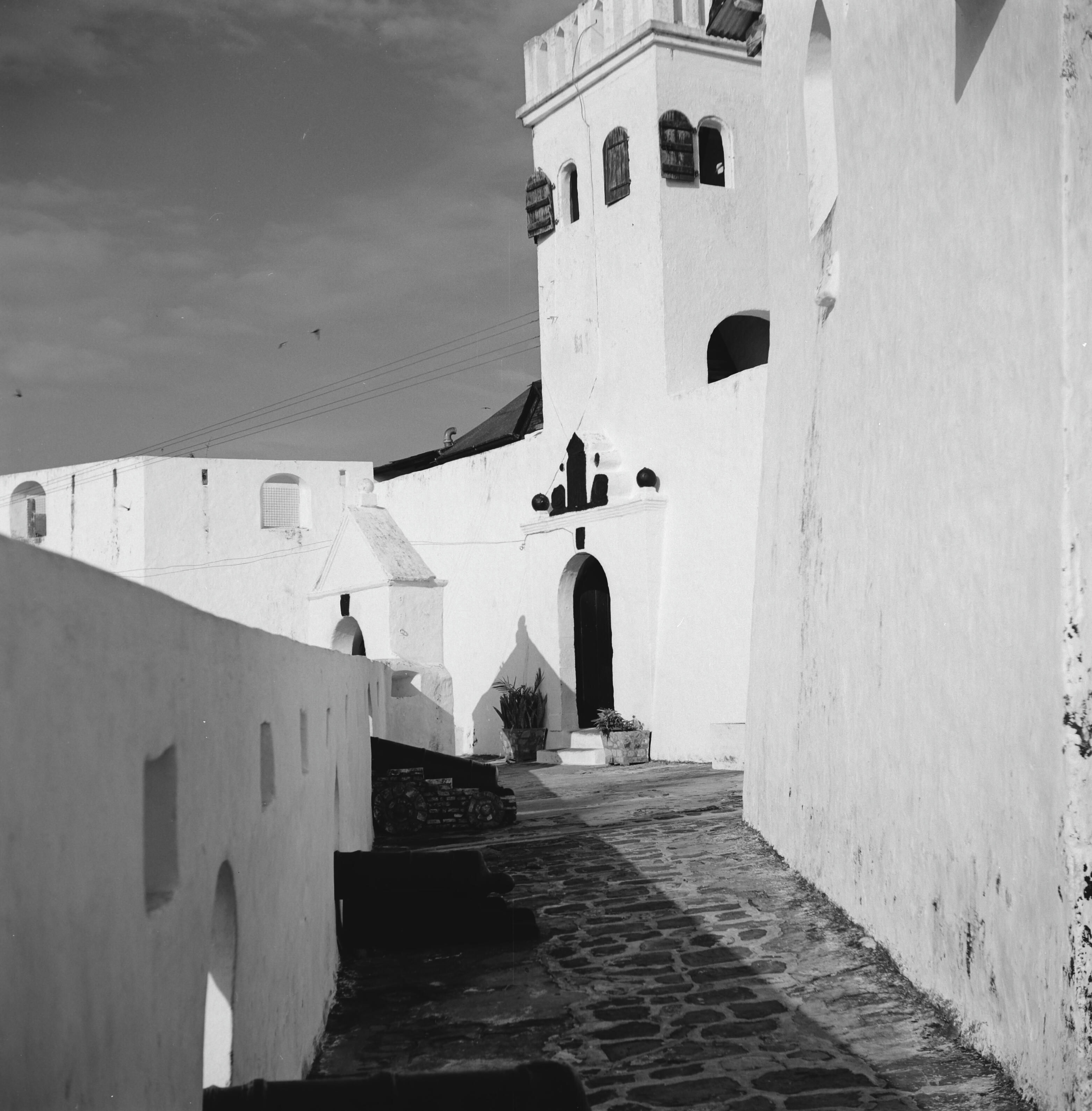
Artyleria na murach fortu, zdjęcie z 1966 roku
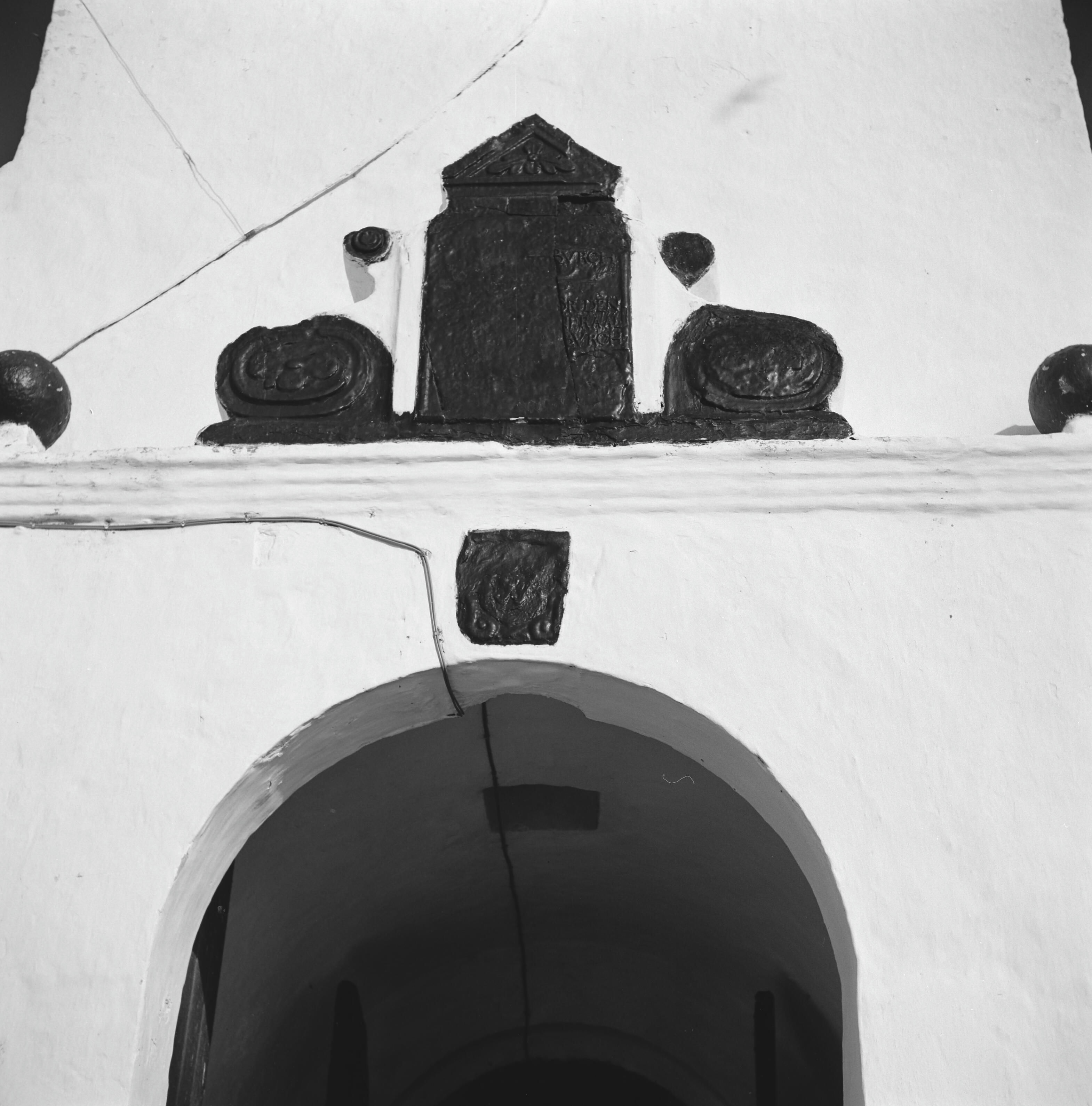
Zdobienia głównej wieży pozostałe po oryginalnym kościele
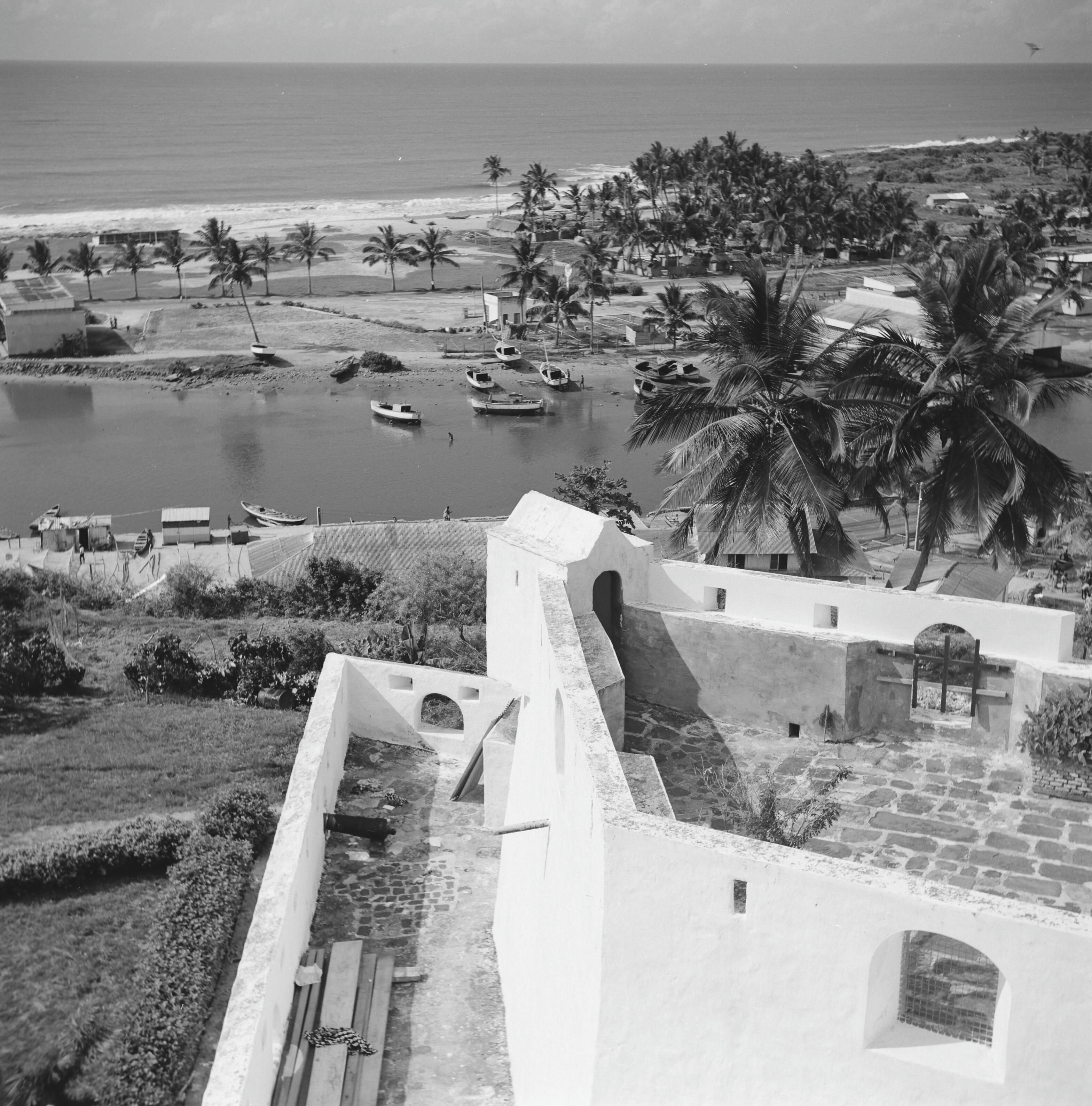
Widok jednego z bastionów z centralnej wieży
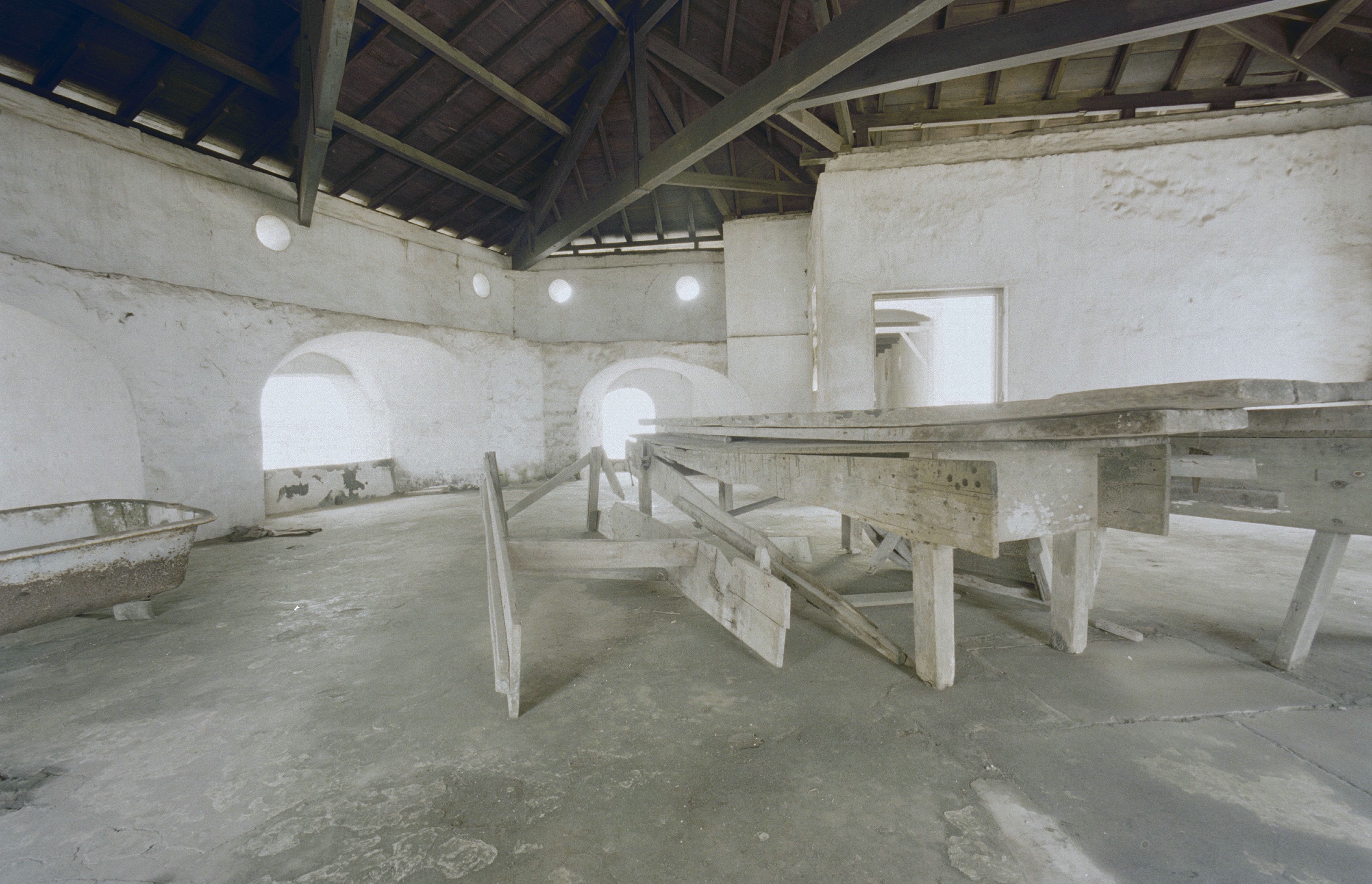
Wnętrze dawnych koszar, widok współczesny
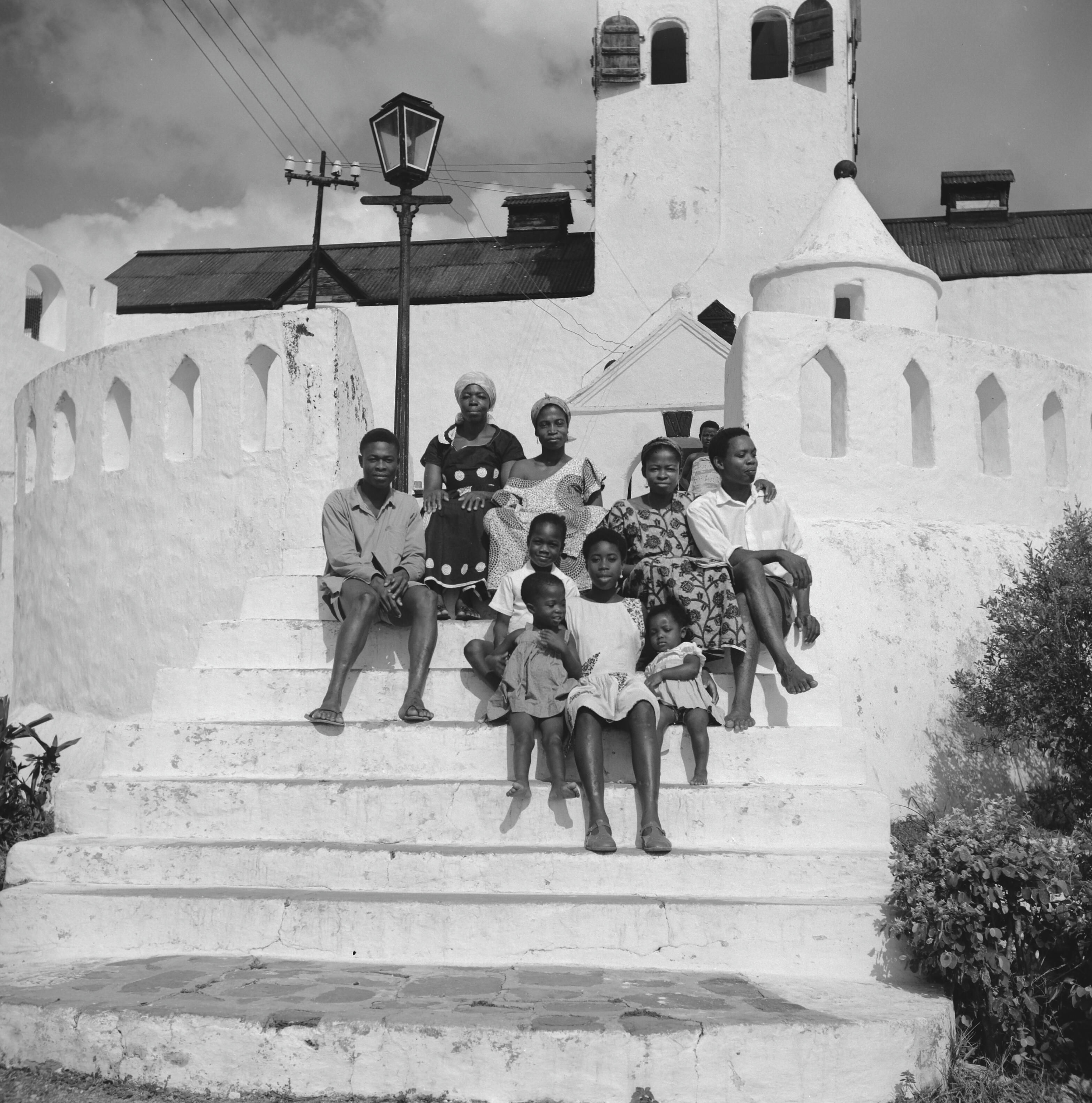
Mieszkańcy fortu w 1966 roku